# ボーダーライン (テレビドラマ)
『ボーダーライン』は、NHK大阪放送局の制作によりNHK総合テレビ「土曜ドラマ」枠で2014年10月4日から11月1日まで毎週土曜日21:00 - 22:00に放送された日本のテレビドラマ。全5回。主演は小池徹平。
火災や事故などでの人命救助の舞台で生死に関わるボーダーライン（境界線）に立って働く消防士の活躍を描いた作品である。それまではやる気のない人間だった一人の青年が、「公務員だから」という理由で消防に応募し大阪市消防局に就職する。消防の最前線での活動を通しての自らの成長、さらに阪神・淡路大震災の被災を経験した女性救急救命士や、一度事故で部下を亡くしたのち再び活動を再開しようとする消火隊小隊長など、消防署の様々な人間模様も描かれる。

## 登場人物

### 南消防署
川端 明
演 - 小池徹平（少年期：寄川歌太）
階級は消防士。新人消防士。

#### 消火隊
蔭山 陽平
演 - 筧利夫
階級は消防司令。小隊長。
上島 亮太
演 - 波岡一喜
階級は消防司令補。消防車機関員。
長嶋 佑司
演 - 南谷峰洋
階級は消防司令補。隊員。
広田 直樹
演 - F.ジャパン
階級は消防士長。隊員。

#### 救急隊
松井 楓
演 - 藤原紀香（17歳：柳夏美）
階級は消防司令。小隊長。気管挿管・薬剤投与認定救急救命士。圭介の妹。
伊藤 潤一
演 - 徳井優
階級は消防司令補。救急車機関員。救急救命士。
原田 明美
演 - 森カンナ
階級は消防士長。隊員。

#### 救助隊
松井 圭介
演 - 山口馬木也
階級は消防司令。小隊長。楓の兄。
木村 健太郎
演 - 趙珉和
階級は消防司令補。救助工作車機関員。
大迫 拓海
演 - 濱谷晃年
階級は消防士長。隊員。
連島 真吾
演 - 山西規喜
階級は消防士。隊員。

#### その他署員
菅野 修
演 - 橋爪功
階級は消防正監。消防署長。
桧山 和彦
演 - 中川浩三
階級は消防司令長。副署長。中隊長。
流川 理恵
演 - 永田沙紀
階級は消防士長。予防担当。圭介の恋人。

### その他関係者
飯田
演 - 麿赤兒
町内会長。
川端 哲二
演 - 国広富之
明の父。
川端 育恵
演 - 石野真子
明の母。
松井 さくら
演 - 平尾菜々花
楓の娘。

### ゲスト
キャスト名横の表記は出演回。
第1話
- 吉田（救急車不適正利用者） - 橋本直
- 太田（自治会員） - 武田一度（第2話）
- 近藤（薬物中毒者） - 川本三吉
- 春枝（恭子の母） - 文由美
- 恭子（交通事故重体者） - 八日市屋天満

第2話
- 松井 輝子（圭介・楓兄妹の母） - 紅萬子（第4話）
- 富岡（蔭山の元部下・元救助隊員） - 鎌苅健太（第4話 - 最終話）
- 松井 渚（楓・圭介の妹、事故死） - 阪上朋花（第3話 - 最終話）
- 健一（児童虐待被害者） - 南出凌嘉
- 伊藤 ミキ（伊藤の娘） - 大野風花
- ヒロユキ - 勝間田遼太

第3話
- 竹中 美千子 - 宮嶋麻衣（第4話）
- 本田 裕之（楓の元夫） - 松田悟志（第4話）
- 本田 有美（裕之の後妻） - 押谷かおり（第4話）
- 山田（加奈子の夫） - 蟷螂襲
- 中村 幸三 - 今田良一
- 中村 昭子 - 阿沙子
- 山田 加奈子 - 岡崎美知子
- 坂田 - 福原正義
- 山田 舞（山田夫妻の娘） - 佐々繁帆果

## スタッフ
- 作 - 宇田学、梶本恵美
- 音楽 - やまだ豊
- 演出 - 石塚嘉、小林大児
- 主題歌 - 大橋トリオ「FLY」（rhythm zone）[5]
- アクション指導 - 中村健人
- 医事指導 - 西谷昌也、藤見聡
- 料理指導 - 久保美穂子
- 大阪ことば指導 - 湯浅崇、一木美貴子
- あやとり指導 - 松田由美
- 取材協力 - 大阪市消防局
- 撮影協力 - 大阪市大正区、西成区
- 制作統括 - 藤澤浩一
- 制作著作 - NHK大阪放送局

## 製作

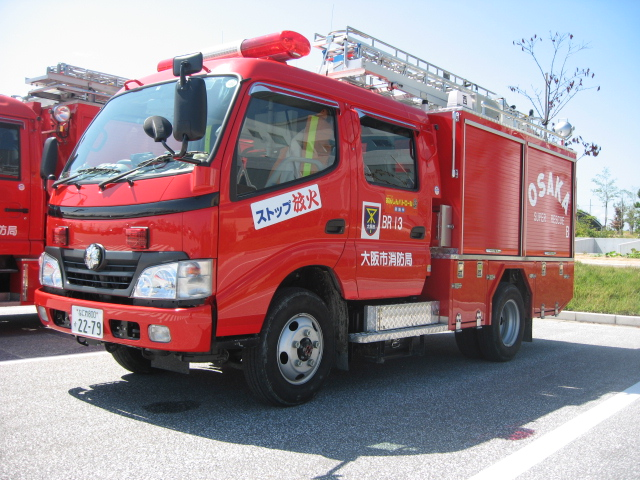
ドラマでも救助隊が使用する阿倍野消防署のⅣ型救助工作車

主演の小池徹平をはじめとするキャストたちは、撮影が始まる4月から3日間に渡って東大阪市の大阪市消防局高度専門教育訓練センターで訓練に参加。その後4月13日にクランクインし、大阪市消防局全面協力の下で約3か月間かけて阿倍野消防署など大阪市内各地で撮影を行った。高所からロープで降りるシーンや火や煙に巻かれるシーンは、ほぼノースタントである。
大阪が舞台に選ばれたのは、都市と下町という両方の部分を併せ持っているところが現在の日本の縮図を表わしていると考えられたため。また、主要キャストも関西にゆかりのある人物が選ばれている。

## 放送日程
| 各話   | 放送日   | サブタイトル      | 脚本            | 演出     |
| ------ | -------- | ----------------- | --------------- | -------- |
| 第1回  | 10月04日 | 市民の視線        | 宇田学          | 石塚嘉   |
| 第2回  | 10月11日 | 家族の行方        | 宇田学          | 石塚嘉   |
| 第3回  | 10月18日 | なぜ救うのか?     | 梶本恵美        | 小林大児 |
| 第4回  | 10月25日 | おまえはいらない! | 宇田学 梶本恵美 | 小林大児 |
| 最終回 | 11月01日 | 消防の境界線      | 宇田学          | 石塚嘉   |

## 関連商品
CD
- やまだ豊『土曜ドラマ ボーダーライン オリジナルサウンドトラック』（2014年10月22日、スザクミュージック、NGCS-1046）